# Josh Hamilton
Josh Holt Hamilton (Raleigh, Carolina del Norte, 21 de mayo de 1981) es un ex jardinero estadounidense de béisbol profesional que jugó durante 9 temporadas en las Grandes Ligas.  
Jugó con los Texas Rangers, Cincinnati Reds y Los Angeles Angels of Anaheim. Ganó el premio de Jugador Más Valioso de la Liga Americana en la temporada 2010, tres Bates de Plata y ha participado en cinco Juegos de Estrellas.

## Trayectoria
Hamilton fue elegido en el n.º 1 del draft de 1999 por Tampa Bay Rays. Su trayectoria se vio truncada por la lucha que mantuvo tres años y medio contra el alcohol y las drogas y que le apartó de los parques de béisbol. Su carrera profesional renació en el año 2007 con Cincinnati Reds, participando en 90 juegos. Para 2008 pasó a formar parte de las filas de Texas Rangers, logrando terminar con el mayor número de carreras impulsadas en la Liga Americana. 
El año 2010 consiguió el mejor porcentaje de bateo de la liga, fue elegido como el MVP de la Liga Americana y en postemporada fue elegido como el más valioso de la serie por el banderín de la Liga Americana con promedio a la ofensiva de .350 y siete carreras impulsadas.
El 8 de mayo de 2012 se convierte en el decimosexto jugador en la historia de las Mayores en conectar 4 cuadrangulares en un mismo partido.
El 13 de diciembre de 2012 Josh Hamilton es firmado por Los Angeles Angels of Anaheim por 5 años y 125 millones de dólares.
El 30 de septiembre de 2019 tuvo un altercado con su hija menor, de 14 años. Ella dijo que le hizo un comentario a Hamilton que lo molestó, por lo que le arrojó una botella de agua llena, golpeándola en el pecho. Retiró la silla en la que ella apoyó los pies y la arrojó, rompiendo la silla, le dijo a los detectives. No la golpeó, pero él la agarró por los hombros y la levantó de la silla en la que estaba sentada. Ella cayó al suelo, y él la levantó, la echó sobre su hombro y la llevó a su dormitorio. La niña dijo en ese momento que le estaba diciendo a Hamilton: "Lo siento". Al llegar a la puerta de su dormitorio, arrojó a la adolescente sobre su cama, presionó su rostro contra el colchón y comenzó a golpear sus piernas con la mano abierta y el puño cerrado. El 22 de febrero de 2022 se declaró culpable de restricción ilegal en virtud de un acuerdo de culpabilidad que desestima una acusación de delito grave de 2020 por lesiones a un niño, dijo la Oficina del Fiscal de Distrito Penal del Condado de Tarrant en Fort Worth, Texas, en publicaciones en las redes sociales, fue condenado a 1 año de libertad condicional y a pagar una multa de 500 dólares.